# باربادییو د هررس
باربادییو د هررس (به اسپانیایی: Barbadillo de Herreros) یک شهرستان در اسپانیا است.